# Sten Nadolny

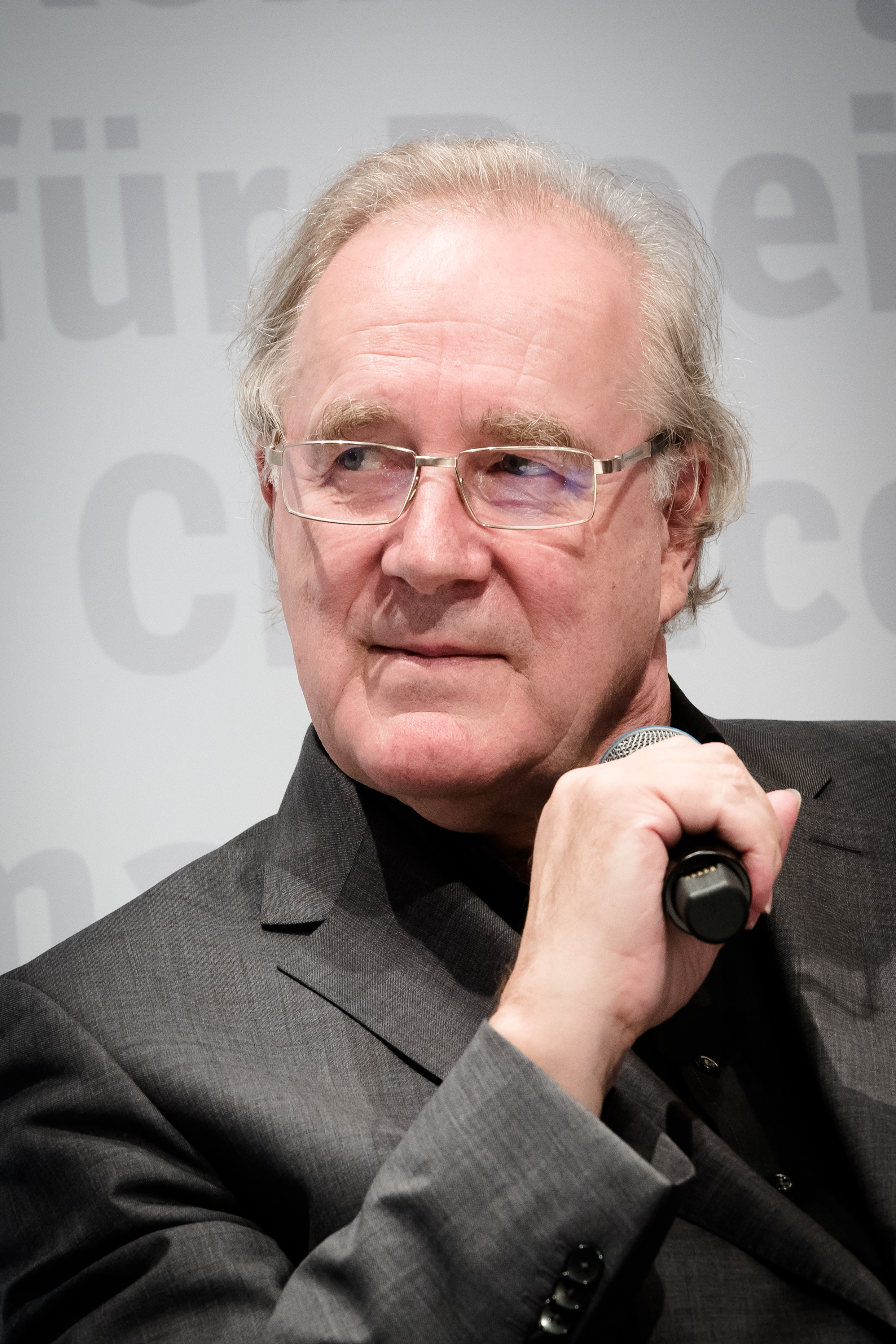
Sten Nadolny auf der Frankfurter Buchmesse 2017

Sten Rudolf Alexander Nadolny [steːn naˈdɔlni] (* 29. Juli 1942 in Zehdenick, Landkreis Templin, Provinz Brandenburg) ist ein deutscher Schriftsteller. Sein größter Erfolg ist der Bestseller Die Entdeckung der Langsamkeit.

## Leben

### Herkunft und Jugend
Sten Nadolny ist der Sohn eines Schriftstellerehepaares. Er wuchs in Chieming am Chiemsee auf, wo sein Großvater mütterlicherseits, der Maler Alexander Peltzer, im Jahr 1932 ein Haus gebaut hatte, das heute am Isabella-Nadolny-Weg liegt. Der Vater Burkhard Nadolny, Sohn des Diplomaten Rudolf Nadolny, war ein Schriftsteller im Umfeld der Gruppe 47, dessen Werke allerdings nie großen Anklang beim Publikum fanden. Erfolgreicher wurde später die Mutter Isabella Nadolny mit ihren Familienromanen.
Sten Nadolny wollte keinesfalls den Beruf der Eltern ergreifen. Schon in seiner Jugend zeigte er allerdings Interesse für den britischen Polarforscher John Franklin, der später die Hauptfigur seines erfolgreichsten Romans werden sollte.

### Studium und erste Tätigkeiten
Nach dem Abitur in Traunstein ließ sich Nadolny zum Reserveoffizier ausbilden; er besuchte u. a. die Heeresoffizierschule III in München. Im Anschluss studierte er Mediävistik und Neuere Geschichte sowie Politikwissenschaft in München, Tübingen, Göttingen und Berlin. 1976 wurde er an der Freien Universität Berlin bei Thomas Nipperdey zum Thema Abrüstungsdiplomatie 1932/1933 promoviert. Sein Großvater Rudolf Nadolny hatte 1932/1933 die deutsche Delegation auf der Genfer Abrüstungskonferenz des Völkerbunds geleitet. Während des Studiums kam Nadolny auch in Kontakt mit der Studentenbewegung der 1960er Jahre, von deren Ideen er sich zuerst eingenommen zeigte, um sie nach ihrer Radikalisierung umso entschiedener abzulehnen und etwa im Roman Selim oder Die Gabe der Rede rückblickend als „APO-Krankheit“ zu bezeichnen.
Im Anschluss an sein Studium wurde Nadolny Studienrat für Geschichte am Hans-Carossa-Gymnasium in Berlin-Spandau. Den Lehrerberuf gab er jedoch schon bald wieder auf, um nach Zwischenstationen als Taxifahrer und Vollzugshelfer im Gefängnis 1977 ins Filmgeschäft einzusteigen. Als Aufnahmeleiter war Nadolny unter anderem an den Berliner Filmszenen von James Bond 007 – Octopussy beteiligt. Nadolny wollte Filmregisseur werden, erhielt jedoch ein Stipendium für ein Drehbuchexposé. Der geplante Film Netzkarte wurde nie realisiert, stattdessen verarbeitete Nadolny den Stoff zu seinem ersten Roman.

### Literarisches Schaffen

Das Percy Warberger-Trio (von links): Harald Eggebrecht, Michael Winter und Sten Nadolny;
1995 bei einer Lesung bei Otto Stender in der Georgsbuchhandlung in Hannover

Als Nadolny 1980 mit 38 Jahren beim Ingeborg-Bachmann-Wettbewerb antrat, war dies sein erster großer Auftritt auf der literarischen Bühne. Er las Kopenhagen 1801, das fünfte Kapitel des drei Jahre später erschienenen Bestsellers Die Entdeckung der Langsamkeit. Das Buch beschreibt, angelehnt an das Leben des Polarforschers John Franklin, den Werdegang eines Menschen, der ungemein langsamer ist als der Rest der Welt und trotz oder gerade wegen seiner Langsamkeit seinen Weg geht und ein berühmter Kapitän und Entdecker wird. Nadolny erhielt den Ingeborg-Bachmann-Preis, teilte das Preisgeld von 14.000 Mark allerdings unter sämtlichen Teilnehmern auf, um, wie er begründete, „den Wettbewerb zu entbittern“.
Noch vor Die Entdeckung der Langsamkeit erschien 1981 Nadolnys Erstling, der Roman Netzkarte. Protagonist des Buchs ist der 30-jährige Studienreferendar Ole Reuter, der eine einmonatige Reise mit der Bundesbahn unternimmt. 18 Jahre später ließ der Autor die inzwischen gealterte Hauptfigur in Er oder ich wieder auferstehen. Dazwischen lagen die Romane Selim oder Die Gabe der Rede (1990), ein Zeitroman über die Bundesrepublik Deutschland mit dem jungen Deutschen Alexander und dem türkischen Gastarbeiter Selim als Protagonisten, und Ein Gott der Frechheit (1994), in dem der Götterbote Hermes in die Gegenwart versetzt wird.

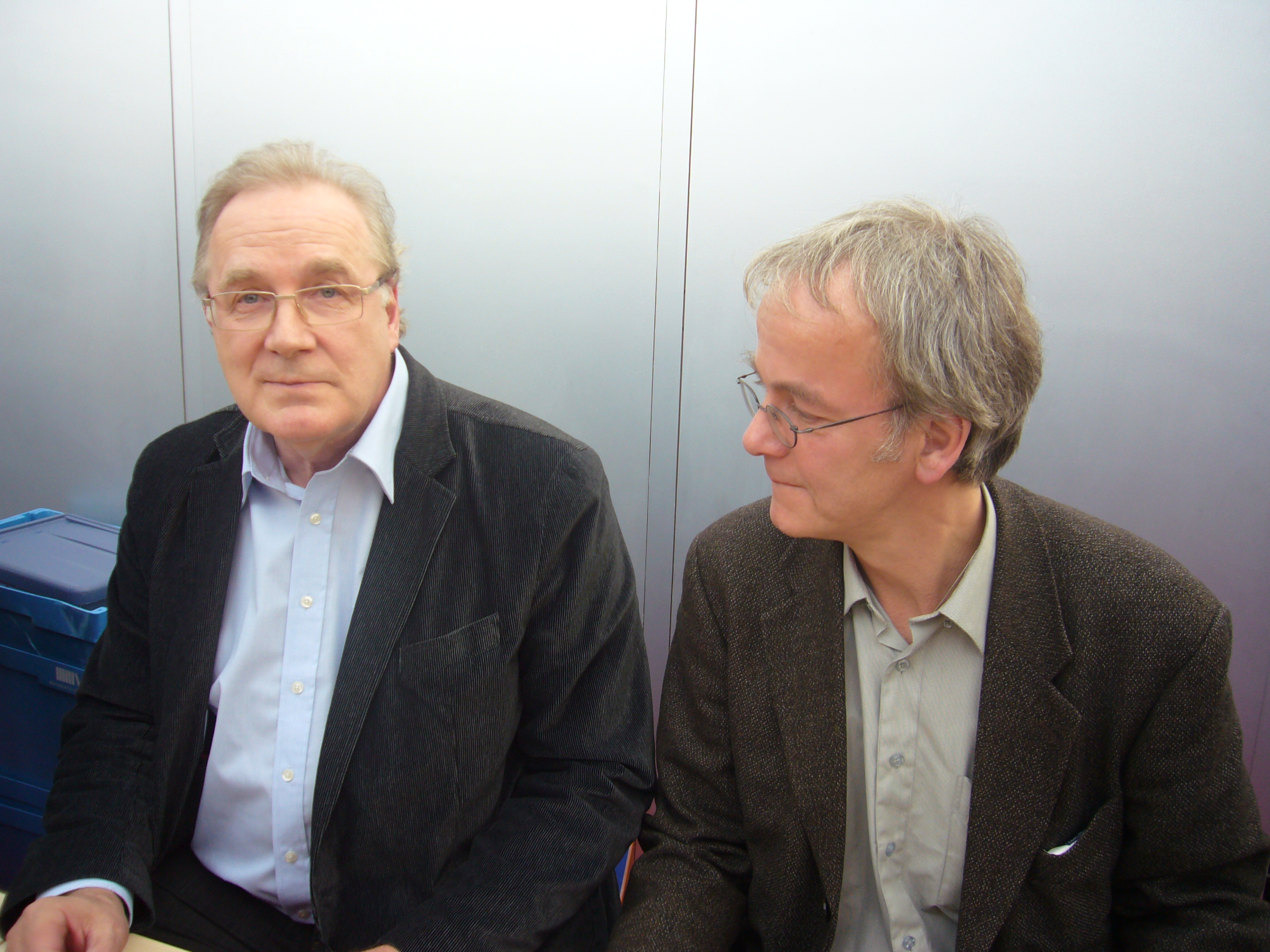
Sten Nadolny (links) und Jens Sparschuh, 2009

Gemeinsam mit Harald Eggebrecht und Michael Winter verfasste er unter dem Pseudonym Percy Warberger den Feuilletonroman Das große Spiel oder Im Dickicht der Begehrlichkeiten, der in 53 Folgen in der Süddeutschen Zeitung erschien und 1995 als Buchausgabe veröffentlicht wurde. Mit dem Ullsteinroman aus dem Jahr 2003 schrieb Nadolny die Geschichte der Familie Ullstein und des Ullstein Verlags. In Putz- und Flickstunde. Zwei kalte Krieger erinnern sich (2009) berichten Nadolny und Jens Sparschuh von ihrem Wehrdienst in Ost- und Westdeutschland.
2012 veröffentlichte Nadolny den Roman Weitlings Sommerfrische, in dem er vor dem Hintergrund der Zeitreise eines pensionierten Richters in seine Jugend zahlreiche Details der eigenen Biografie verarbeitete. Wie seine Hauptfigur Weitling lebt auch Nadolny in Berlin und am Chiemsee. 2017 blickte er in Das Glück des Zauberers aus der Perspektive eines Zauberkünstlers und in der Form eines Briefromans auf die Geschichte des 20. Jahrhunderts zurück.
1990 hielt Nadolny an der Ludwig-Maximilians-Universität München die Münchner Poetikvorlesungen. Zehn Jahre später folgten die Poetikvorlesungen an der Georg-August-Universität Göttingen. Er ist Mitglied des PEN-Zentrums Deutschland.
2020 vergab Sten Nadolny seinen Vorlass an die Monacensia.

## Werke
- 1981: Netzkarte. List, München. ISBN 3-471-78220-6
- 1983: Die Entdeckung der Langsamkeit. Piper, München. ISBN 3-492-02828-4
- 1990: Selim oder Die Gabe der Rede. Piper, München. ISBN 3-492-02978-7
- 1990: Das Erzählen und die guten Absichten: Münchner Poetikvorlesungen im Sommer 1990. Piper, München. ISBN 3-492-11319-2
- 1994: Ein Gott der Frechheit. Piper, München. ISBN 3-492-03700-3
- 1996: Das große Spiel oder Im Dickicht der Begehrlichkeiten. (gemeinsam mit Harald Eggebrecht und Michael Winter unter dem Pseudonym Percy Warberger) Knaus, Berlin 1995, ISBN 3-8135-4006-5.
- 1999: Er oder ich: Roman. Piper, München. ISBN 3-492-04165-5
- 2001: Das Erzählen und die guten Ideen: die Göttinger und Münchener Poetik-Vorlesungen. Piper, München. ISBN 3-492-23433-X
- 2003: Ullsteinroman. Ullstein, München. ISBN 3-550-08414-5
- 2004: Deutsche Gestalten. (gemeinsam mit Hartmut von Hentig (Hrsg.)) dtv, München. ISBN 3-423-13218-3
- 2009: Putz- und Flickstunde. Zwei Kalte Krieger erinnern sich. (zusammen mit Jens Sparschuh) Piper, München. ISBN 978-3-492-05230-6
- 2012: Weitlings Sommerfrische. Piper, München. ISBN 978-3-492-05450-8
- 2017: Das Glück des Zauberers. Piper, München. ISBN 978-3-492-05835-3
- 2020: Heimweh nach dem Glück des Gelingens. 8. Kamenzer Rede in St. Annen, Kamenz 2021, ISBN 978-3-9817103-7-3.

## Auszeichnungen
- 1980: Ingeborg-Bachmann-Preis
- 1985: Hans-Fallada-Preis
- 1986: Premio Vallombrosa
- 1995: Ernst-Hoferichter-Preis
- 2004: Jakob-Wassermann-Literaturpreis
- 2005: Mainzer Stadtschreiber
- 2010: Weilheimer Literaturpreis
- 2012: Rheingau-Literaturpreis[8]
- 2012: Buchpreis Familienroman der Stiftung Ravensburger Verlag